# Fichtelberg
Fichtelberg je s výškou 1214,6 metrů nejvyšší horou německé části Krušných hor, spolkové země Sasko i celé bývalé NDR. Společně s okolím blízkého českého Klínovce tvoří centrum zimních sportů v Krušných horách.

## Poloha
Na úpatí hory leží nejvýše položené město Německa, lázně Oberwiesenthal. Jihovýchodně se nachází menší z vrcholů hřbetu – Kleiner Fichtelberg (1206 m). Jižněji, už v Čechách za hraničním potokem Polavou leží Klínovec (německy Keilberg) 1244 m, nejvyšší vrchol celých Krušných hor.
Na vrcholu stojí Fichtelberghaus s 31 metrů vysokou rozhlednou a meteorologickou stanicí. Na východní stranu hory vede z Oberwiesenthalu kabinková lanovka, nejstarší v Německu. Je v provozu už od roku 1924.
Na Fichtelbergu pramení několik menších potoků, nejdůležitějším z nich je potok, přecházející na dolním toku v říčku Zschopau.

## Geologie
Masiv Fichtelbergu je tvořen převážně horninami krušnohorského krystalinika, zejména druhem muskovitických břidlic. Tento typ tvoří nejen křemen a muskovit, ale také ortoklas a biotit. Za zmínku stojí i obsah rutilu, minerálů ze skupiny granátu, turmalínu, hematit a ilmenit.

## Historie

### Fichtelberghaus

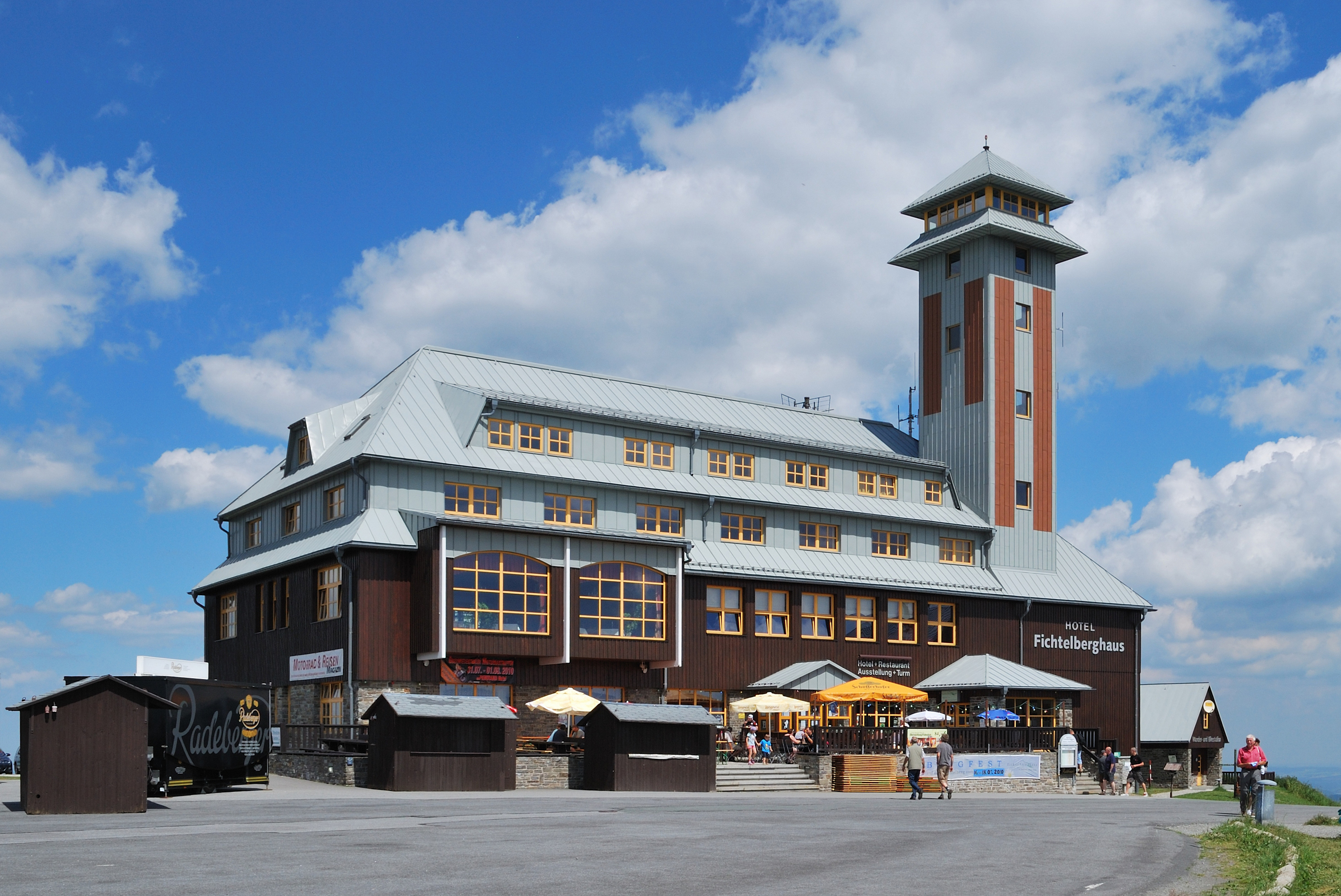
Fichtelberghaus v roce 2010

První budova turistické chaty na vrcholu byla postavena v letech 1888 až 1889 podle projektu Oskara Puschmanna.
Chata byla otevřena 21. července 1889. Už v roce 1899 se musela chata rozšiřovat, kvůli vysokému zájmu turistů. V roce 1910 začala další přestavba a rozšíření, ze stejného důvodu. S výstavbou lanovky v roce 1924 počty návštěvníků ještě vzrostly.
Večer 25. února 1963 vypukl v budově požár, ke kterému muselo být přivoláno 180 hasičů z celého okresu Annaberg. Kvůli velkým závějím na přístupových trasách museli hasiči všechny hasební prostředky dostat nahoru pomocí lanovky. Z důvodu nedostatku vody nahoře však nebylo možno požár uhasit. Vedení z Oberwiesenthalu spojené z hasičských hadic při teplotě −15 °C neustále zamrzalo a tak původní Fichtelberghaus do základů vyhořel.
Základní kámen nové chaty byl položen 22. června 1965.
Do roku 1967 vyrostla na nejvyšší hoře NDR moderní horská chata, kterou díky strohé, betonové architektuře poplatné tehdejšímu režimu nebylo možno přehlédnout. Do stavby byla integrována prostá, 42 metrů vysoká rozhledna.
Koncem 90. let byla připravována demolice stávající a stavba nové budovy v původním stylu. Byla zbourána i betonová rozhledna a nahrazena novou jen 31 metrů vysokou. Nová chata byla otevřena 18. července 1999. V třetím Fichtelberghausu je restaurace, samoobslužná jídelna, hotel a tradiční „krušnohorská jizba“.

### Meteorologická stanice
Pravidelná měření jsou na Fichtelbergu prováděna už od roku 1890. Od 1. ledna 1916 začali meteorologové měřit v nové stanici. Pozorovali tu i hvězdy (meteorolog Paul Schreiber), a v roce 1950 zde byla zřízena observatoř.

## Výhled

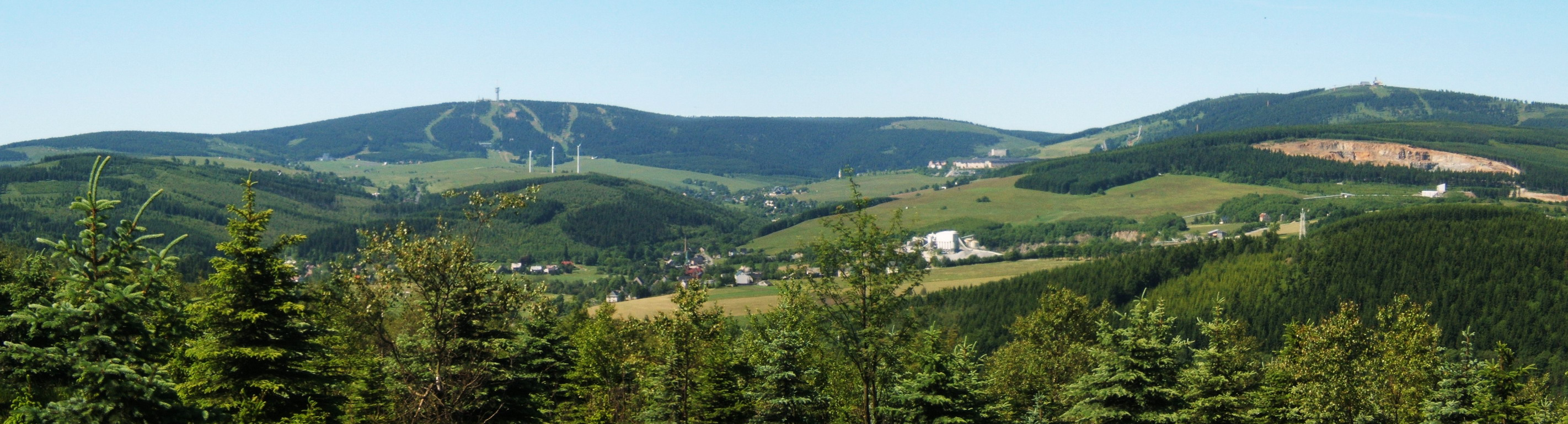
Panoramatický pohled od Nového Zvolání na Klínovec a Oberwiesenthal s Fichtelbergem (vpravo)

Z Fichtelbergu je vidět převážná část německého středního Krušnohoří. Na východě lze přes hřebeny českých hor pozorovat i České středohoří s Milešovkou.
Několik málo dní v roce lze pozorovat bavorské pohoří Smrčiny, české Krkonoše a Šumavu i její nejvyšší horu Velký Javor.

## Doprava
- Lanovka je nejdůležitějším dopravním prostředkem. Je nejstarší svého druhu v celém Německu, funguje od roku 1924, měří 1175 metrů a překonává 305 metrů převýšení. Cesta nahoru trvá šest minut.
- Z Oberwiesenthalu na vrchol jezdí i autobusová linka. Pod vrcholem se nachází i několik parkovišť.
- úzkorozchodná dráha Fichtelbergbahn z Cranzahlu do Oberwiesenthalu

## Externí odkazy

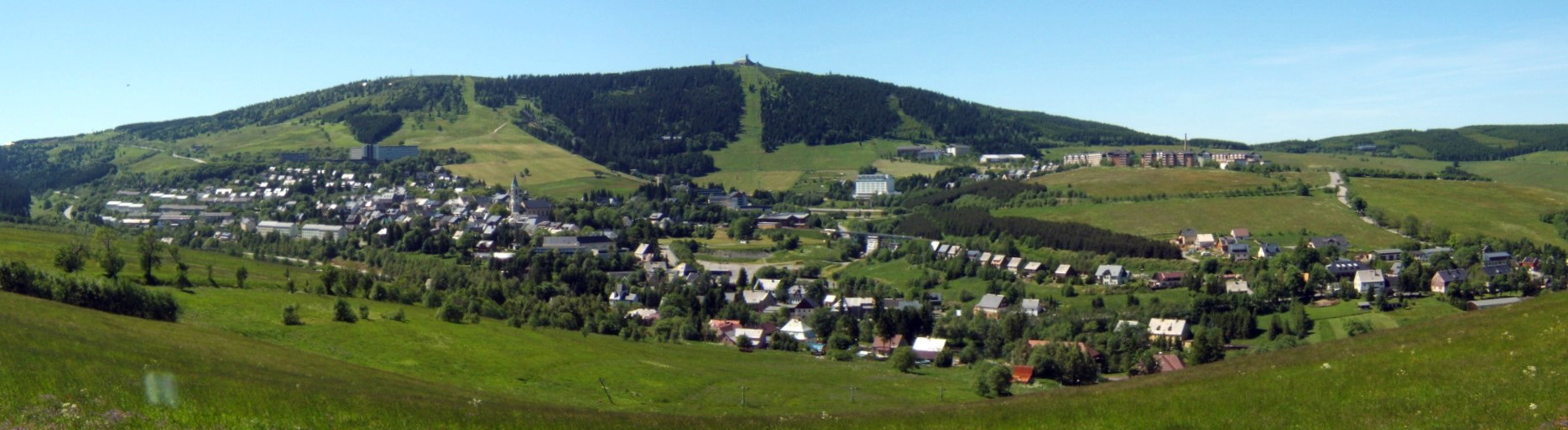
Fichtelberg od Nového Zvolání